# پیتر هو
پیتر هو (چینی ساده: 何润东; چینی سنتی: 何潤東; پین‌یین: Hé Rùndōng؛ زادهٔ ۱۳ سپتامبر ۱۹۷۵) بازیگر، خواننده و مدل آمریکایی-هنگ کنگی-تایوانی مستقر در هنگ کنگ و تایوان است. از آغاز فعالیت خود در سال ۱۹۹۸، او هفت آلبوم منتشر کرده‌است و در بیش از ۲۵ فیلم و سریال حضور پیدا کرده‌است.

## زندگی‌نامه
پیتر هو زادهٔ لس آنجلس، کالیفرنیا، ایالات متحده آمریکا است اما در تایوان و کانادا بزرگ شده‌است. پدر و مادر او اهل هنگ کنگ هستند. او در کالج طراحی و هنر انتاریو تحصیل کرده‌است و پس از یک قرار داد ضبط در یک بار کارائوکه، حرفهٔ خوانندگی خود را آغاز کرد. در سال ۱۹۹۸، او نخستین آلبوم خود را به نام Miss You Love در تایوان منتشر کرد. پیتر هو در سال ۲۰۱۶ با دوست‌دختر غیر سلبریتی خود ازدواج کرد.